# Outta This World
Outta This World é o segundo álbum de estúdio da banda britânica JLS. Lançado a 19 de Novembro de 2010 na Irlanda e três dias depois no Reino Unido.

## Alinhamento de faixas
| Edição padrão |                                |                                                                             |                   |         |  |
| N.º           | Título                         | Compositor(es)                                                              | Produtor(es)      | Duração |  |
| 1.            | "The Club Is Alive"            | Savan Kotecha, Richard Rodgers, Andrew Frampton, Steve Mac                  | Steve Mac         | 3:43    |  |
| 2.            | "Eyes Wide Shut"               | JLS, Tim McEwan, Lars H. Jensen                                             | DEEKAY            | 3:51    |  |
| 3.            | "Outta This World"             | JLS, August Rigo, Mikkel S. Eriksen, Tor Erik Hermansen                     | Stargate          | 3:43    |  |
| 4.            | "That's My Girl"               | JLS, Jay Sean, Jared Cotter, Robert Larow, Jeremy Skaller, Jonathan Perkins | J-Remy, BobbyBass | 3:06    |  |
| 5.            | "Work"                         | JLS, Rigo, Eriksen, Hermansen, Nick Brongers                                | Stargate          | 3:07    |  |
| 6.            | "I Know What She Like"         | JLS, Jerry Wonda, Arden Altino, Rigo                                        | Jerry Wonda       | 3:16    |  |
| 7.            | "Love You More"                | JLS, Wayne Hector, Toby Gad                                                 | Toby Gad          | 3:47    |  |
| 8.            | "Other Side of the World"      | JLS, Paul Barry, Alex Smith                                                 | Metrophonic       | 3:02    |  |
| 9.            | "Better for You"               | JLS, Daniel "Obi" Klein, Ali Tennant, Johannes R. Jørgensen                 | DEEKAY            | 3:39    |  |
| 10.           | "Superhero"                    | JLS, Jensen, Tennant, McEwan                                                | DEEKAY            | 3:19    |  |
| 11.           | "Love at War"                  | JLS, Rigo, Eriksen, Hermansen                                               | Stargate          | 3:34    |  |
| 12.           | "Don't Talk About Love"        | JLS, Lucas Secon, Tennant, Carsten Mortensen                                | Lucas Secon       | 3:17    |  |
| 13.           | "That's Where I'm Coming From" | JLS, Chris Braide                                                           | Chris Braide      | 3:42    |  |
| 14.           | "The Last Song"                | JLS, Fred Ball, Teemu Brunila                                               | Fred Ball         | 3:08    |  |

## Desempenho nas tabelas musicais

### Posições
| Tabelas musicais (2010)                  | Melhor posição |
| ---------------------------------------- | -------------- |
| Escócia - Scottish Albums Chart          | 3              |
| Irlanda - Irish Albums Chart             | 4              |
| Reino Unido - UK Albums Chart            | 2              |
| Reino Unido - UK R&B Albums Chart        | 1              |
| União Europeia - European Top 100 Albums | 10             |

## Histórico de lançamento
| País        | Data                   | Formato              | Editora discográfica |
| ----------- | ---------------------- | -------------------- | -------------------- |
| Irlanda     | 19 de Novembro de 2010 | CD, descarga digital | Epic Records         |
| Reino Unido | 22 de Novembro de 2010 | CD, descarga digital | Epic Records         |